# سیارک ۱۶۶۸۳
سیارک ۱۶۶۸۳ (به انگلیسی: 16683 Alepieri، نامگذاری:1994JY) شانزده هزار و ششصد و هشتاد و سومین سیارک کشف شده‌است که در ۳ مه ۱۹۹۴ کشف شد.
قدر مطلق سیارک برابر ۱۳٫۸۰ است.